# Balalaika - Dalla Russia col pallone
Balalaika - Dalla Russia col pallone è stato un programma televisivo italiano di genere varietà e sportivo, condotto da Nicola Savino e Ilary Blasi su Canale 5 e dedicato al Campionato mondiale di calcio 2018. Nel corso delle puntate i conduttori sono stati affiancati da Belén Rodríguez, Diego Abatantuono, la Gialappa’s Band e il Mago Forest.
Dal 30 giugno all'11 luglio 2018 la trasmissione ha assunto la denominazione Balalaika - Verso la finale.
Il 15 luglio 2018, in occasione della finale del Mondiale, la trasmissione ha preso il titolo Balalaika - La finale.

## Il programma
Il programma era un approfondimento in chiave comica del Campionato mondiale di calcio in corso di svolgimento, le cui gare venivano trasmesse sulle reti Mediaset dopo la rinuncia di Rai e Sky a causa dell'assenza della nazionale italiana.
Nel corso delle puntate si commentavano le varie partite svolte e quelle ancora da svolgere con vari ospiti in studio tra cui fissi Alberto Brandi, Ciro Ferrara, Elena Tambini, Monica Bertini, Giorgia Rossi e da vari giornalisti della redazione di Premium Sport. Dalla quinta puntata è entrato a far parte del parterre di ospiti fissi anche Francesco Graziani. Inoltre c'erano momenti comici e musicali, personaggi di spicco dal mondo dello sport e dello spettacolo, un esperto corpo di ballo, performer da varie parti del mondo. E ancora, highlights delle sfide disputate in giornata commentati dall'irriverente trio della Gialappa's Band e collegamenti dalla Russia per le dichiarazioni a caldo del dopo partita.

## Puntate
| Puntata                           | Messa in onda  | Ascolti        | Ascolti | Ospiti |
| Puntata                           | Messa in onda  | Telespettatori | Share   | Ospiti |
| --------------------------------- | -------------- | -------------- | ------- | --- |
| 1                                 | 15 giugno 2018 | 1 680 000      | 10,45%  | Gerry Scotti, Rita Pavone, Rocío Muñoz Morales, Fernando Couto                                                                                   |
| 2                                 | 17 giugno 2018 | 1 907 000      | 12,62%  | Marco Materazzi, Ciro Immobile con la moglie Jessica (in collegamento da Formentera), Sofia Milos, Juliana Moreira, Max Giusti (in collegamento) |
| 3                                 | 18 giugno 2018 | 1 822 000      | 10,99%  | Demetrio Albertini, Sara Gama, Pupo, Raul Cremona                                                                                                |
| 4                                 | 21 giugno 2018 | 2 310 000      | 15,37%  | Maxi López, Walter Samuel, Martín Castrogiovanni, Michelle Hunziker                                                                              |
| 5                                 | 30 giugno 2018 | 2 174 000      | 16,98%  | Gene Gnocchi |
| 6                                 | 1º luglio 2018 | 2 094 000      | 19,04%  | Danilo Gallinari |
| 7                                 | 2 luglio 2018  | 2 637 000      | 15,39%  | Fabio Capello, Fulvio Collovati |
| 8                                 | 3 luglio 2018  | 2 064 000      | 18,71%  | Roberto Mancini, Eleonora Pedron |
| 9                                 | 6 luglio 2018  | 3 110 000      | 19,23%  | Christian Vieri, Antonio Cabrini |
| 10                                | 7 luglio 2018  | 1 922 000      | 19,86%  | Massimo Ambrosini |
| 11                                | 10 luglio 2018 | 2 669 000      | 16,29%  | Luca Toni |
| 12                                | 11 luglio 2018 | 2 613 000      | 21,25%  | Alessandro Altobelli, Fabio Capello |
| 13 - Prima parte (preserale)      | 15 luglio 2018 | 5 490 000      | 34,29%  | Javier Zanetti, Andrea Pucci, Ivan Zaytsev, Arrigo Sacchi (in collegamento dalla Piazza Rossa a Mosca, in Russia)                                |
| 13 - Seconda parte (prima serata) | 15 luglio 2018 | 1 808 000      | 10,61%  | Javier Zanetti, Andrea Pucci, Ivan Zaytsev, Arrigo Sacchi (in collegamento dalla Piazza Rossa a Mosca, in Russia)                                |
| Media                             | Media          | 2 450 000      | 17,22%  | |